# Eudorylas soccatus
Eudorylas soccatus är en tvåvingeart som beskrevs av Kuznetzov 1990. Eudorylas soccatus ingår i släktet Eudorylas och familjen ögonflugor.
Artens utbredningsområde är Azerbajdzjan. Inga underarter finns listade i Catalogue of Life.